# Gián
Gián là một số loài côn trùng thuộc bộ Blattodea mà có thể mang mầm bệnh cho con người. Phổ biến nhất là loài gián Mĩ (Periplaneta americana), có chiều dài khoảng 30 mm (1.2 inch), gián Đức (Blattella germanica), dài khoảng 15 mm (0.59 inch), gián châu Á, Blattella asahinai, cũng khoảng 15 mm (0.59 inch), gián phương Đông (Blatta orientalis), khoảng 25 mm (.98 inch), gián vành nâu, Supella longipalpis (serville) dưới 1.2 cm, và gián xám Periplaneta fuliginosa (serville), khoảng 2.5 cm. Gián nhiệt đới thường lớn hơn nhiều, và ngược lại với quan điểm phổ biến, các loài gián đã tuyệt chủng và các loài 'roachoids' như Cacbon Archimylacris và Permi Apthoroblattina không lớn như các loài gián hiện đại.
Trong số 4600 loài gián có khoảng 30 loài sống trong môi trường gần con người. Khoảng bốn loài gián được biết đến là loài gây hại.

## Lịch sử tiến hóa và quan hệ họ hàng
Những hóa thạch giống loài gián sớm nhất có từ kỷ Than Đá, vào khoảng 354–295 triệu năm trước đây. Tuy nhiên, những hóa thạch này khác so với những loài gián hiện đại ở chỗ chúng có cơ quan đẻ trứng dài và là tổ tiên của cả bọ ngựa lẫn gián hiện đại. Những hóa thạch đầu tiên của các loài gián hiện đại với cơ quan đẻ trứng nằm trong cơ thể xuất hiện vào đầu kỷ Creta.

## Phân loài
Dictyoptera Siêu bộ Cánh lưới
- Blattodea Bộ Gián:
  - Siêu họ Blaberoidea
    - Họ Blaberidae
      - Phân họ: Blaberinae - Diplopterinae - Epilamprinae - Gyninae - Oxyhaloinae - Panchlorinae - Panesthiinae - Perisphaeriinae - Pycnoscelinae - Zetoborinae - Blaberidae incertae sedis

  - Siêu họ Blattoidea
    - Họ Blattellidae:
      - Phân họ: Anaplectinae - Blattellinae - Ectobiinae - Nyctiborinae - Pseudophyllodromiinae

    - Họ Blattidae
      - Phân họ: Archiblattinae - Blattinae - Lamproblattinae - Macrocercinae - Polyzosteriinae - Tryonicinae

  - Siêu họ Polyphagoidea
    - Họ Polyphagidae

## Sinh sản

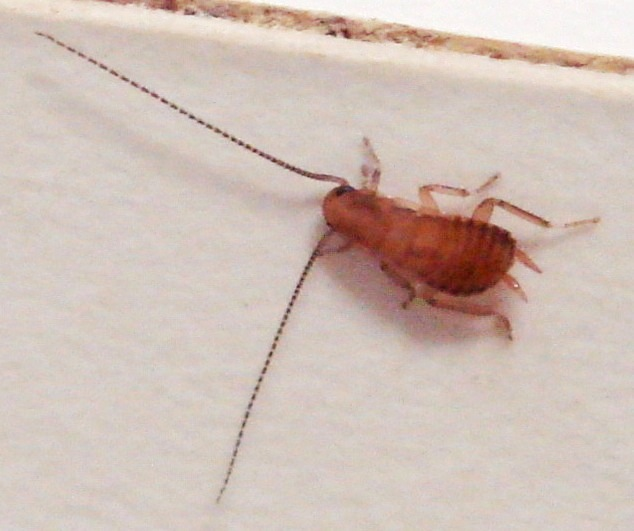
Gián non 3 millimet
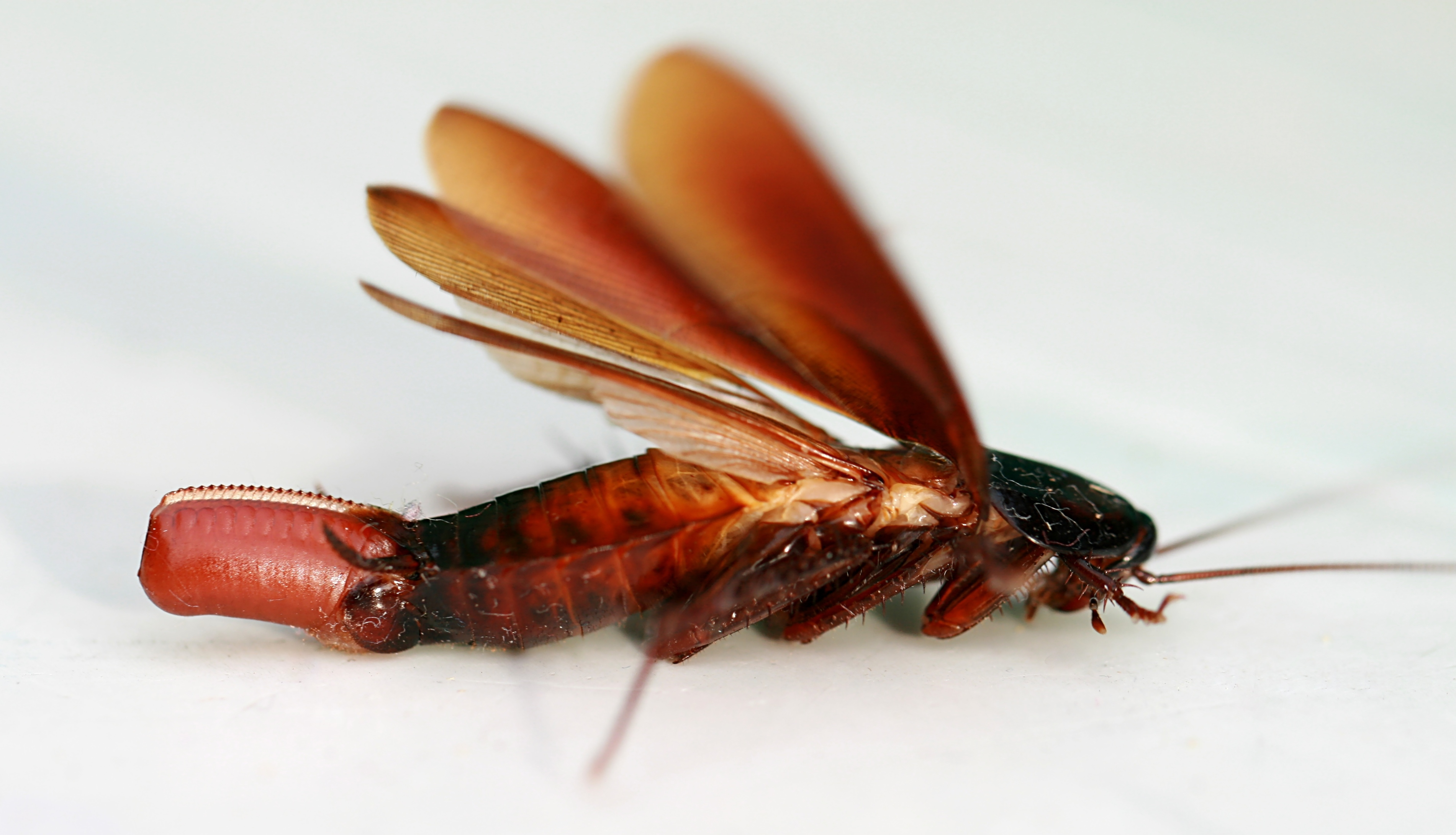
Periplaneta fuliginosa cái với bọc trứng
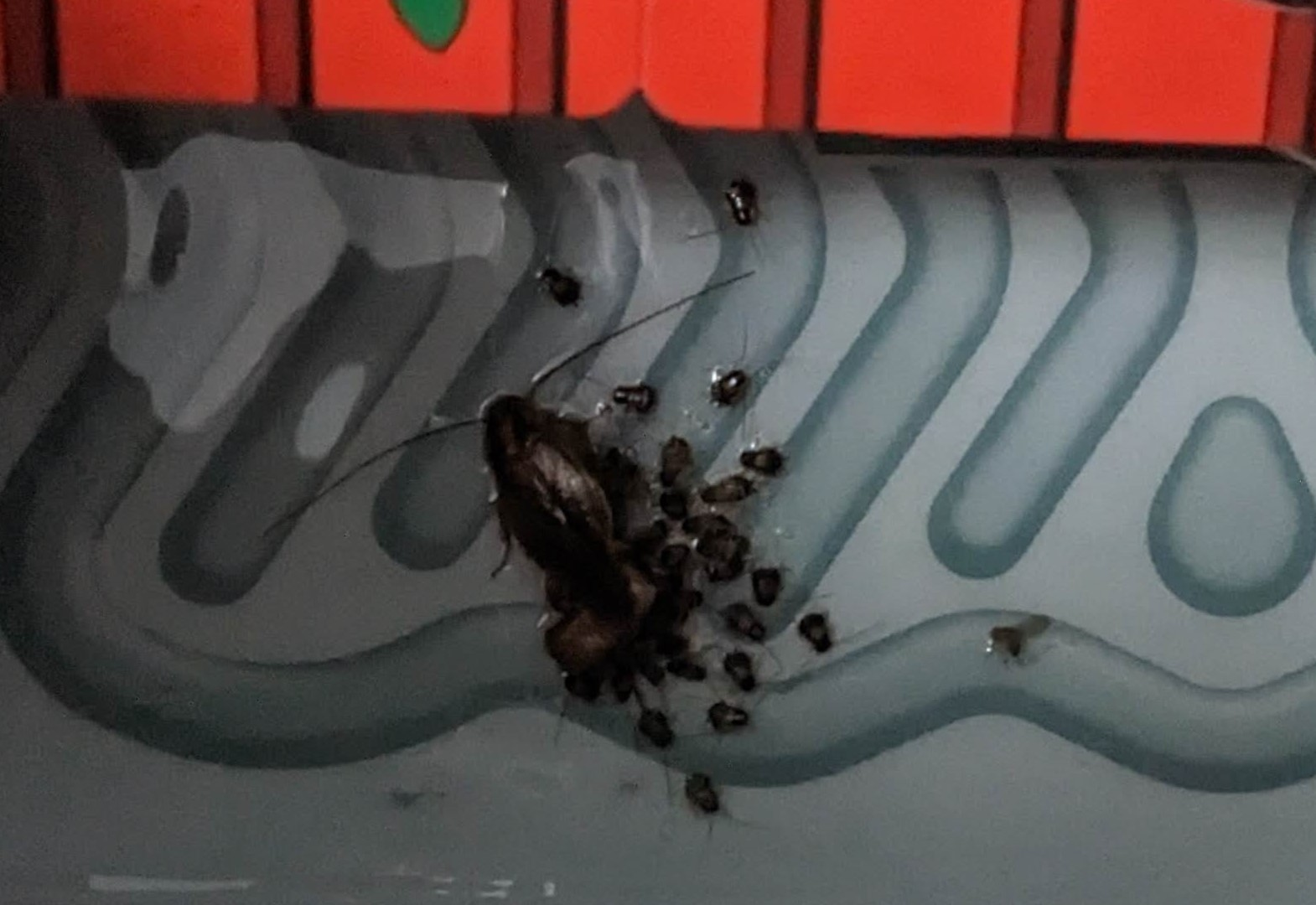
Con trưởng thành và các con non xung quanh bọc trứng
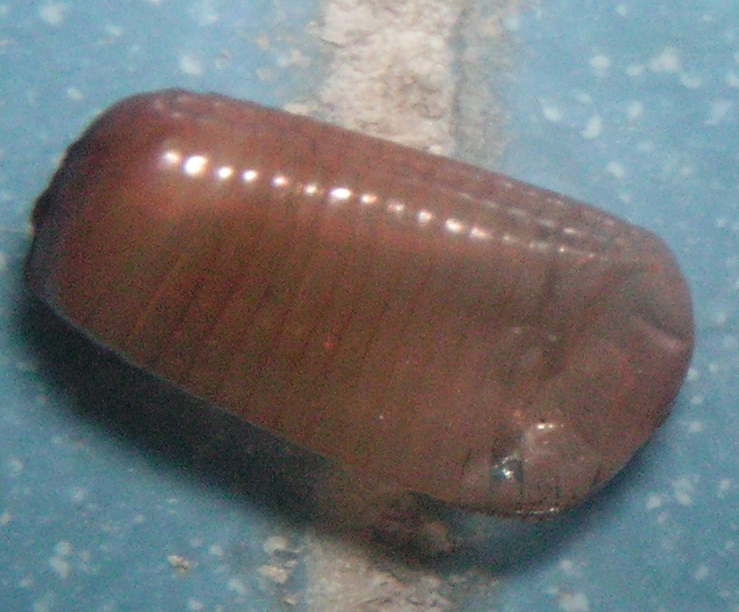
Bọc trứng rỗng
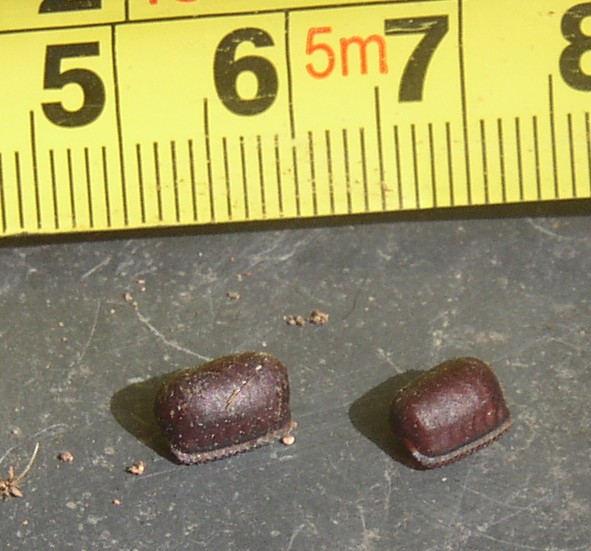
Bọc trứng gián Mỹ

## Hình ảnh

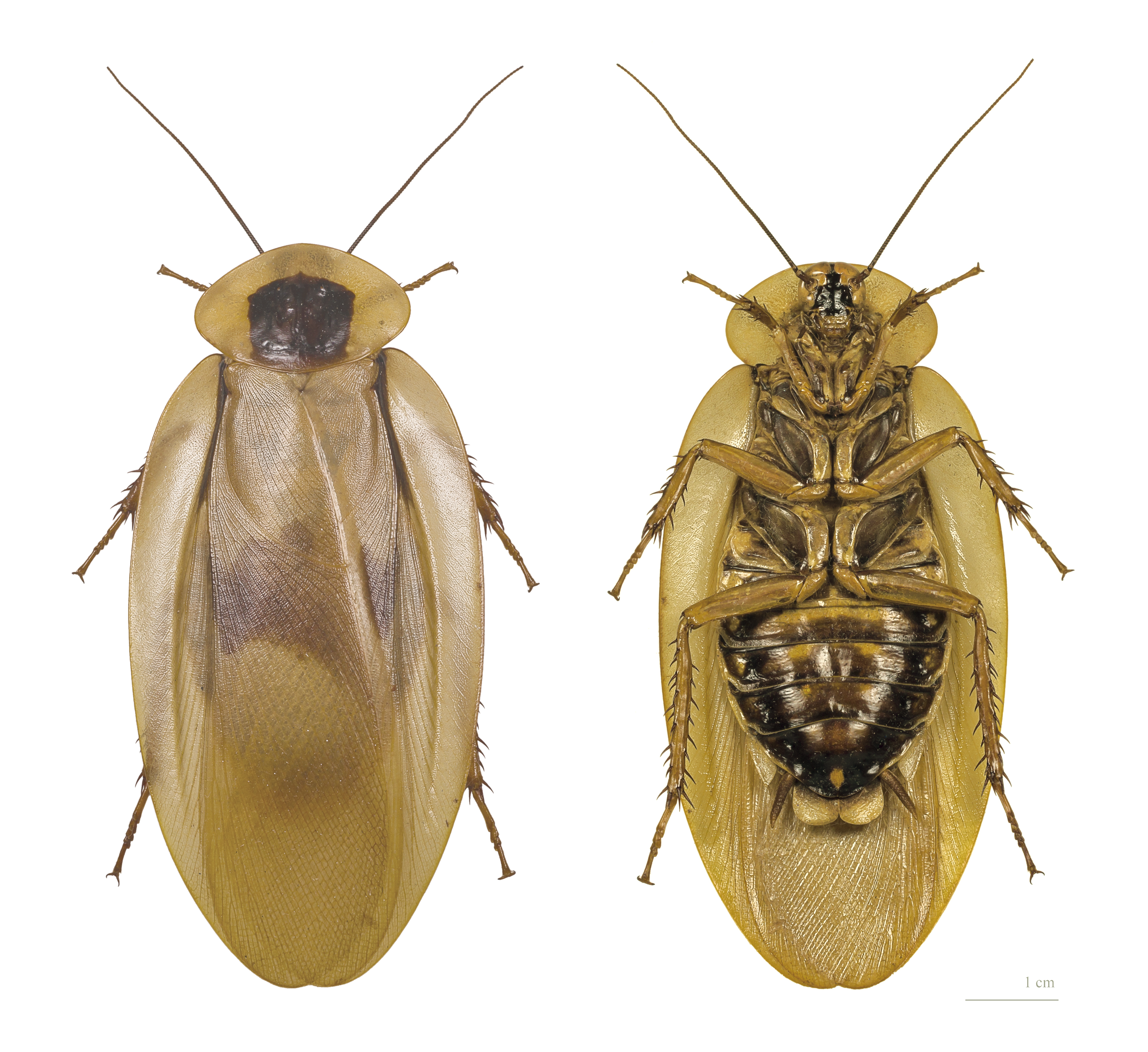
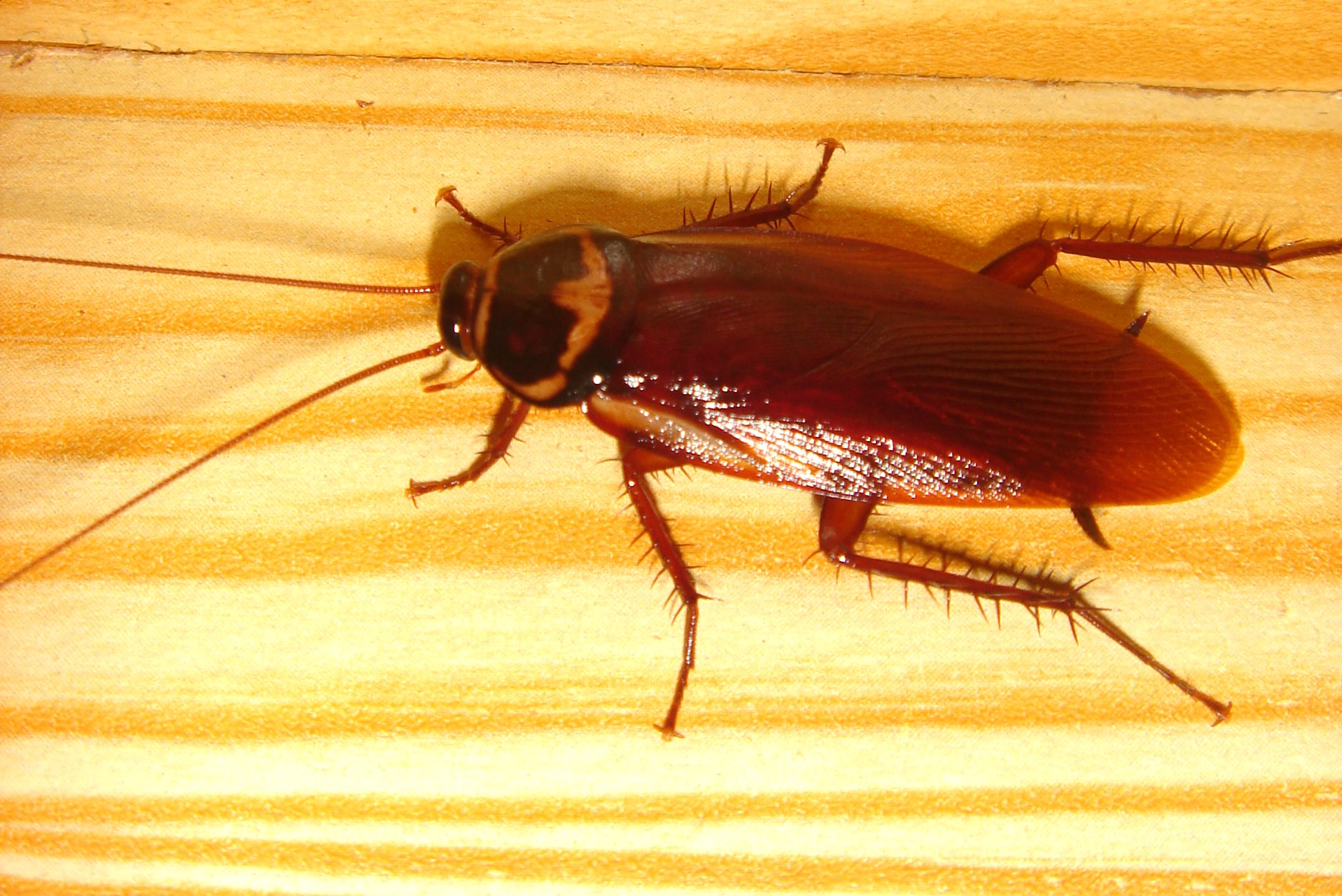
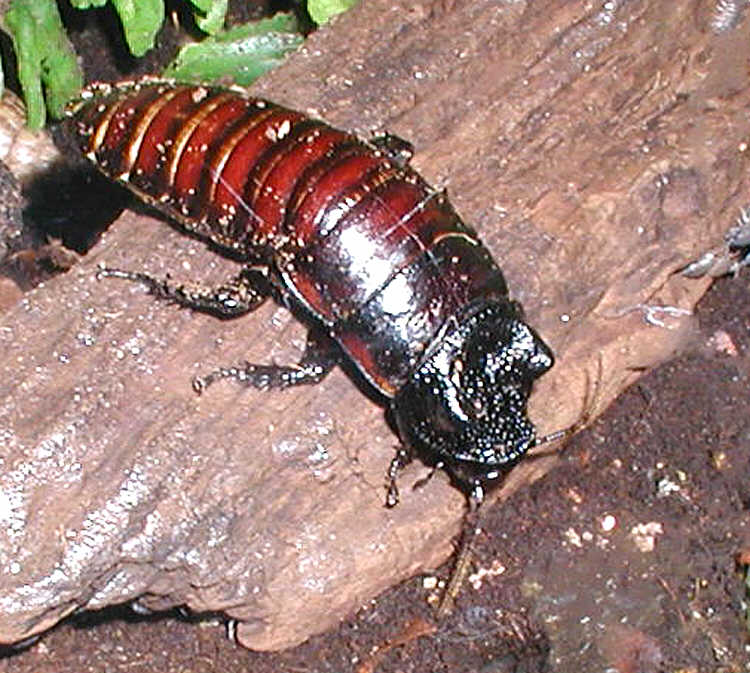
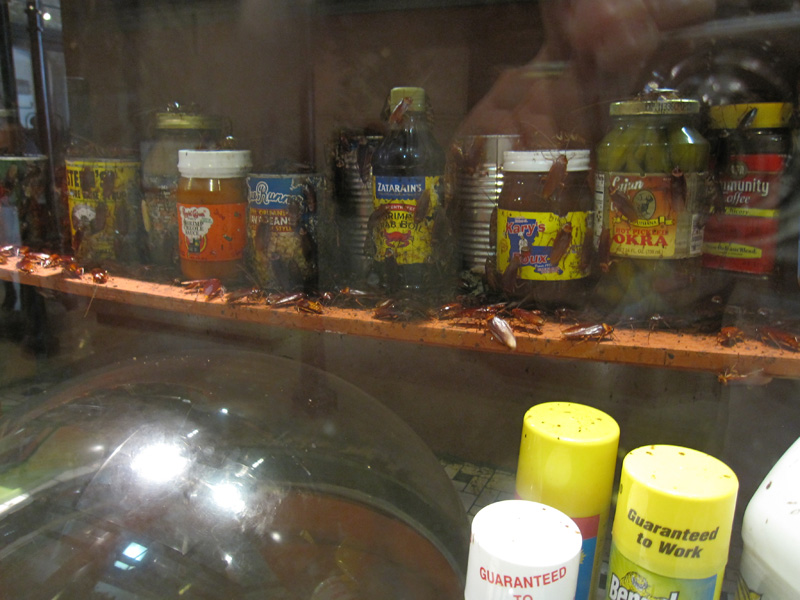